# جيسيكا ناغل
جيسيكا ناغل (بالإنجليزية: Jessica Nagel)‏ (24 سبتمبر 1991 بأستراليا - ) هي لاعبة كرة قدم أسترالية في مركز الوسط. لعبت مع Adelaide United FC (women) ‏.

## وصلات خارجية
- جيسيكا ناغل على موقع قاعدة بيانات كرة القدم.إي يو (الإنجليزية)